# Fighting Temptation
«Fighting Temptation» es un sencillo lanzado por Beyoncé con las raperas Missy Elliott, MC Lyte, y Free en el 2003 para promover la película The Fighting Temptations, en la que Beyoncé también es parte. La canción es parte de la banda sonora oficial.
Como fue lanzado sólo un mes después del lanzamiento de "Baby Boy", el segundo sencillo de Dangerously in Love de Beyoncé, la canción no se convirtió en un éxito, y falló en ingresar al Billboard Hot 100 y a otras importantes listas de EE. UU.. A pesar de ello, el sencillo recibió algo de atención en algunos países Europeos, alcanzando la posición trece en los Países Bajos. La película fue un éxito instantáneo, principalmente a base del éxito de Beyoncé en Europa.

## Posicionamiento
| Lista (2003)                    | Máxima Posición |
| ------------------------------- | --------------- |
| Belgian Singles Chart           | 37              |
| Costa Rica Top 40 Singles Chart | 35              |
| Dutch Top 40                    | 13              |
| German Singles Chart            | 54              |
| Swiss Singles Chart             | 42              |

## Lista de canciones y formatos
- CD sencillo - Versión Internacional

| # | Título                                         |       |
| - | ---------------------------------------------- | ----- |
| 1 | "Fighting Temptation" [Versión del Álbum]      | 03:51 |
| 2 | "I Know" [Versión del Álbum] - Destiny's Child |       |

## Versiones oficiales
- "Fighting Temptation" [A cappella]
- "Fighting Temptation" [Instrumental]
- "Fighting Temptation" [Radio Edit]

- Datos: Q2465255